# Pareidolia
A pareidolia egy olyan illuzórikus érzet, amely során bizonytalan és véletlenszerű ingereket (többnyire hangokat vagy képeket) konkrétnak és tisztán kivehetőnek érzünk.
Az ismertebb példák közé tartozik, amikor a felhőkben látni vélünk állatok alakját vagy arcokat a Hold felszínének mintázatában, vagy rejtett üzeneteket hallunk ki a visszafelé lejátszott lemezen.
A szó a görög para, azaz ebben a kontextusban „rendellenes”, és az „eidolon”, azaz „kép” szóból származik, ami az eidos szóból (kép, forma) ered. A pareidolia az apophenia egy altípusa.

## Példák

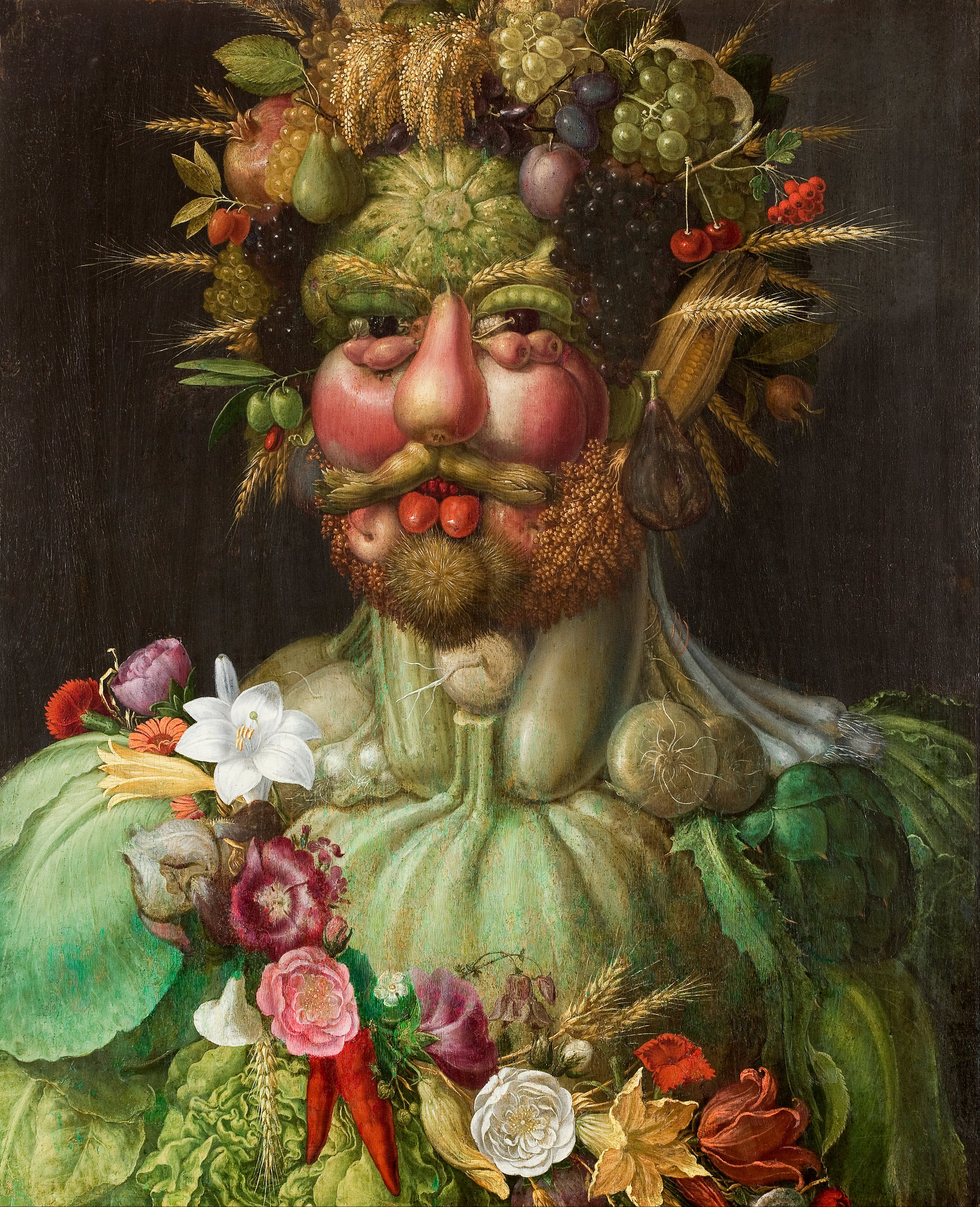
Giuseppe Arcimboldo festménye csupán zöldségekből áll, de arcképként is értelmezhető

### Vallásos
Rengeteg eset történt a vallásos képek és témák észlelésével kapcsolatban, különösen a vallási figurák arcát illetően teljesen megszokott környezetben. Ezek közül sokan Jézusról készült képek voltak, vagy Szűz Máriáról, vagy az Allah szóról.
1978-ban egy új-mexikói nő felfedezte, hogy az általa készített tortillán az égésnyomok mintázata olyan, mintha az Jézus Krisztus arcának tradicionális nyugati megjelenítése lenne. Ezek után emberek ezrei jöttek megnézni a bekeretezett tortillát.
A vallási figurák megjelenéseit, és más mindennapi tárgyakban megjelenő megdöbbentő képek iránti növekvő érdeklődés az online aukciók növekvő népszerűségével párosulva kialakította az ilyen jellegű termékek saját piacát az eBay-en. Az egyik híres eset egy Szűz Mária alakú grillezett sajtos szendvics volt.
2007 szeptemberében Szingapúrban váltott ki közfigyelmet az úgynevezett „majomfa-jelenség” (monkey tree phenomenon). A történteket egy mahagónifa sérült kérgének különös mintái indították el, amelyek két majmot ábrázolnak. Valaki egy táblát szegezett a fára, amin az volt olvasható, hogy évekkel korábban „a majomisten” fia (nem derült ki, hogy a kínai vagy az indiai mitológia majomistenéről van-e szó) felkereste ezt a fát, amikor az apja után kutatott. A szöveg szerint nem sokkal korábban egy autó nekiütközött a fának, ez okozta azokat a sérüléseket a törzsön, amiknek köszönhetően a fába zárt majomisten most „kiszabadult”. Noha a média szkeptikusan kommentálta a hírt, a következő napokban hívők százai látogatták meg a fát, hogy tiszteletüket tegyék a Majomisten előtt, és áldozatot mutassanak be neki gyümölcsök és füstölők formájában. A növekvő tömeg láttán a rendőrség rendfenntartókat küldött a területre. Hamarosan két környező fának is áldozatokat kezdtek bemutatni, és az eredeti fa csodatévő erejének tulajdonítottak néhány, a környéken előfordult szerencsés véletlent, például olyan autóbaleseteket, amelyekben semmilyen személyi sérülés sem történt.

### Tudományos
Az 1970-es évek végétől az 1980-as évek kezdetéig Chonosuke Okamura japán kutató publikált egy híres riport-sorozatban Original Report of the Okamura Fossil Laboratory címmel, amelyben leírást készített a kisebb berakásokról a csiszolt szilur kori (425 millió évvel ezelőtti) mészkövekben, amely megőrizte a kisebb emberek, gorillák, kutyák, sárkányok, dinoszauruszok és más organizmusok fosszilis maradványait, és mindegyik csak pár milliméter hosszú volt, ami arra a következtetésre vezette, hogy az emberiség nem változott semmit a szilur korszak óta… kivéve, hogy 3,5 milliméteresből 1700 mm-re nőtt a mérete.

### Rorschach-teszt
A Rorschach tintapaca teszt a pareidolia jelenséget használja fel, hogy megkíséreljen belelátni az emberek mentális állapotába.
Ez egy projektív teszt, mivel intenzíven előhívja az ember belső gondolatait vagy érzéseit, és kivetíti a kártyákra. A projekció ebben az esetben az irányított pareidolia formája, mert a kártyák úgy vannak megtervezve, hogy ne lehessen rajtuk semmit egyértelműen kivenni.

### Hang
1970-ben Konstantin Raudive  megírta a Breakthrough-t, részletezve az általa hitt elektronikus hang-jelenség felfedezését, amelyet később definiáltak, mint hallási pareidolia.

## Magyarázatok

### Carl Sagan
Carl Sagan hipotézise szerint ez csak egy túlélési technika, az emberi lények kifejezetten arra vannak hangolva születésüktől fogva, hogy az arcfelismerés alapján különböztessék meg az embereket. Ebből adódik, hogy az emberek minimális adatokból is képesek összeállítani és felismerni emberi arcokat, akár nagy távolságból és csekély láthatóság mellett, de ez oda is vezethet, hogy véletlenszerű képeket értelmeznek, vagy fény és árnyékmintákból arcokat alakítanak ki.

### Clarence Irving Lewis
1929-es Mind and the World Order című könyvében Clarence Irving Lewis episztemológus, a konceptuális pragmatizmus filozófiai iskola felfedezője feltette a kérdést, hogy miként lehet meghatározni, hogy egy észlelt jelenség káprázat. Lewis szerint senki sem tudhatja azt, hogy az észlelések „igazak” bármilyen abszolút értelemben, minden amit tehetünk csak annyi, hogy megvizsgáljuk, hogy a célunkat keresztezi-e, ha igazként tekintünk rá, és úgy viszonyulunk hozzá.
E szerint a megközelítés szerint két ember két különböző céllal másképpen fognak tekinteni egy észlelés igazságára.

## Képek

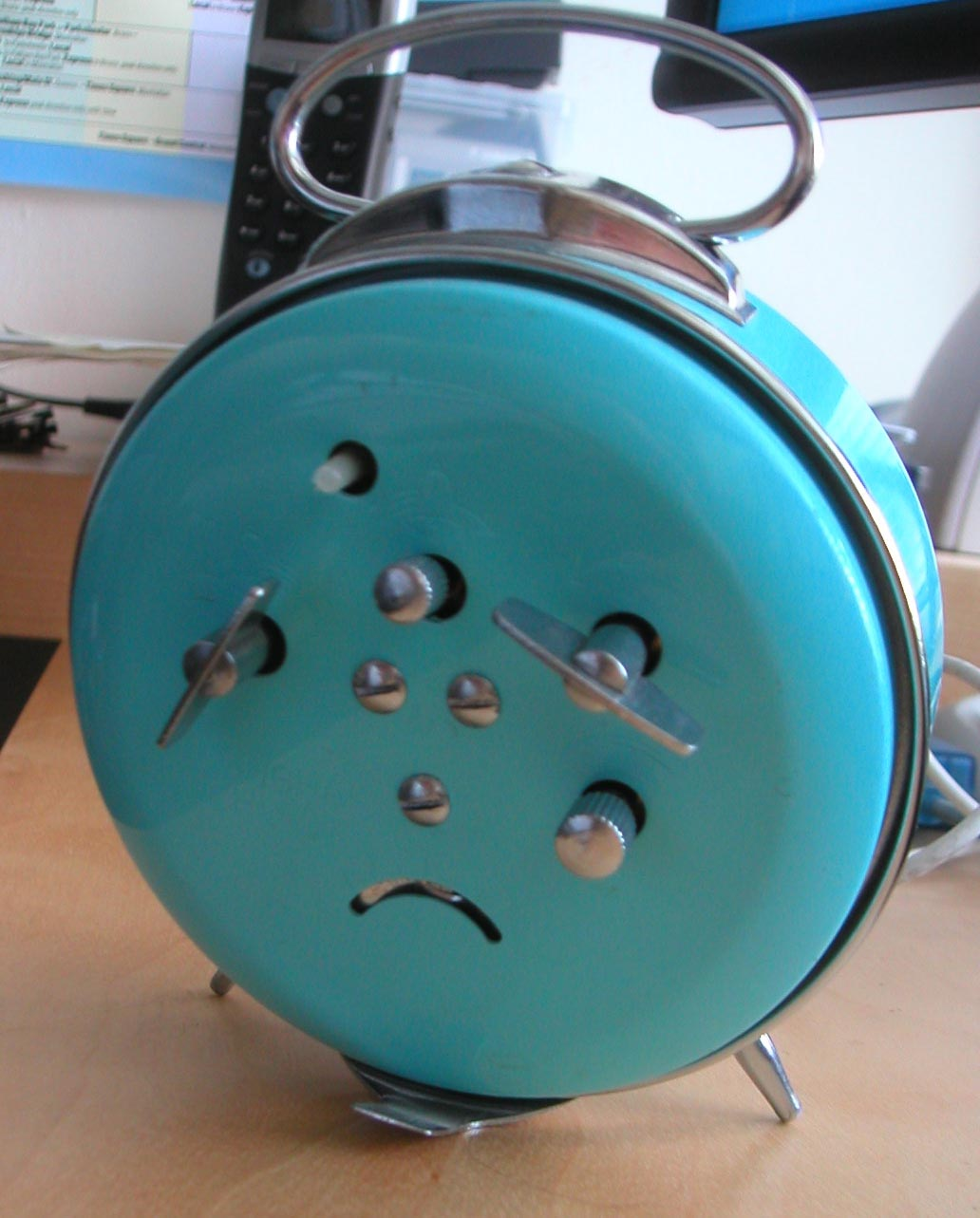
Ennek az ébresztőórának mintha szomorú arca lenne
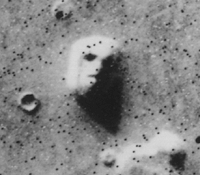
Egy, a Marsról készült műholdfotó, ahol az árnyékok életre keltik a híres marsi arcot

## Fordítás
- Ez a szócikk részben vagy egészben  a   pareidolia című angol Wikipédia-szócikk fordításán alapul.  Az eredeti cikk szerkesztőit annak laptörténete sorolja fel. Ez a jelzés csupán a megfogalmazás eredetét és a szerzői jogokat jelzi, nem szolgál a cikkben szereplő információk forrásmegjelöléseként.